# Pitas
Huyện Pitas là một huyện thuộc bang Sabah của Malaysia. Huyện Pitas có dân số thời điểm năm 2010 ước tính khoảng 37586 người.